# Castrul roman de la Tia Mare
Castrul roman de la Tia Mare este un ipotetic castru auxiliar din cadrul limesului Alutanus, care nu a fost confirmat arheologic până în anul 2021. 
Conform studiului Frontiera romană din Dacia Inferior. O trecere în revistă și o actualizare s-a estimat că pe malul drept al Oltului, la est de satul Tia Mare, ar fi existat un modest castru de piatră cu dimensiunile de 30m x 30 m. La punctul numit „Rovină” au fost găsite elementele de zidărie, terra sigillata, ceramică provincială, țigle, cărămizi și gropi cu zgură.
Sondajele arheologice făcute de C. M. Vlădescu și N. Maghiar în 1977 în trei locații nu au putut confirma existența unor structuri, însă au dezvăluit artefacte din epoca romană.